# Halowe Mistrzostwa Świata w Lekkoatletyce 1993 – sztafeta 4 × 400 m kobiet
Sztafeta 4 × 400 m kobiet – jedna z konkurencji rozgrywanych podczas halowych mistrzostw świata w lekkoatletyce w 1993, zmagania w niej odbyły się 13 marca.
Udział w tej konkurencji brały ekipy reprezentujące 4 państwa. Zawody te wygrały reprezentantki Jamajki (w składzie: Deon Hemmings, Beverly Grant, Cathy Rattray-Williams, Sandie Richards), drugą pozycję zaś zajęły zawodniczki ze Stanów Zjednoczonych (w składzie: Trevaia Williams, Terri Dendy, Dyan Webber, Natasha Kaiser-Brown)
Sztafecie Rosji anulowano wyniki, jak również został jej odebrany złoty medal po tym, jak za stosowanie dopingu została zdyskwalifikowana Marina Szmonina.

## Wyniki
| Miejsce | Zawodniczki                                                         | Państwo           | Wynik   | Uwagi |
| ------- | ------------------------------------------------------------------- | ----------------- | ------- | ----- |
| 01 !    | Deon Hemmings Beverly Grant Cathy Rattray-Williams Sandie Richards  | Jamajka           | 3:32,32 | NR    |
| 02 !    | Trevaia Williams Terri Dendy Dyan Webber Natasha Kaiser-Brown       | Stany Zjednoczone | 3:32,50 |       |
| –       | Rosey Edeh Donalda Duprey Alana Yakiwchuk France Gareau             | Kanada            | DSQ     |       |
| –       | Marina Szmonina Tatjana Aleksiejewa Jelena Andriejewa Jelena Ruzina | Rosja             | 3:28,90 |       |